# SC Sagamihara
SC Sagamihara (SC相模原 SC Sagamihara) là một câu lạc bộ bóng đá Nhật Bản có trụ sở tại Sagamihara, tỉnh Kanagawa. Năm 2011, họ tham gia Division 2 của Kanto Regional League sau ba năm thăng hạng liên tục thông qua Kanagawa Prefectural League. Năm 2012, câu lạc bộ vô địch Regional Promotion Series và đã được thăng hạng lên Japan Football League. Năm 2014, câu lạc bộ trực thuộc J3 League vừa mới thành lập.

## Ghi
| Season | Div. | Tms. | Pos. | Attendance/G | Emperor's Cup |
| ------ | ---- | ---- | ---- | ------------ | ------------- |
| 2013   | JFL  | 18   | 3    | 1,924        |               |
| 2014   | J3   | 12   | 6    | 3,133        |               |

Key
- Tms. =Số lượng đội banh
- Pos. = Vị trí mùa giải
- Attendance/G =Số lần tham dự trung b

## Danh hiệu
- All Japan Regional Football Promotion League Series
  - Winners (1): 2012
- National Club Team Football Championship
  - Winners (1): 2008

## Lịch sử huấn luyện viên
| Huấn luyện viên      | Quốc tịch | Nhiệm kỳ            | Nhiệm kỳ             |
| Huấn luyện viên      | Quốc tịch | Từ                  | Đến                  |
| -------------------- | --------- | ------------------- | -------------------- |
| Tadahiro Akiba       | Nhật Bản  | 1 tháng 2 năm 2009  | 31 tháng 1 năm 2011  |
| Tetsuya Totsuka      | Nhật Bản  | 1 tháng 2 năm 2011  | 31 tháng 5 năm 2011  |
| Shigeyoshi Mochizuki | Nhật Bản  | 1 tháng 6 năm 2011  | 31 tháng 12 năm 2011 |
| Tetsumasa Kimura     | Nhật Bản  | 1 tháng 2 năm 2012  | 31 tháng 1 năm 2015  |
| Keiju Karashima      | Nhật Bản  | 1 tháng 2 năm 2015  | 31 tháng 1 năm 2016  |
| Yoshika Matsubara    | Nhật Bản  | 1 tháng 11 năm 2015 | 30 tháng 11 năm 2015 |
| Norihiro Satsukawa   | Nhật Bản  | 1 tháng 2 năm 2016  | 18 tháng 8 năm 2016  |
| Sōtarō Yasunaga      | Nhật Bản  | 20 tháng 8 năm 2016 | 31 tháng 12 năm 2017 |
| Takayuki Nishigaya   | Nhật Bản  | 1 tháng 2 năm 2018  | 31 tháng 1 năm 2019  |
| Fumitake Miura       | Nhật Bản  | 1 tháng 2 năm 2019  | 31 tháng 5 năm 2021  |
| Takuya Takagi        | Nhật Bản  | 2 tháng 6 năm 2021  | 20 tháng 5 năm 2022  |
| Norihiro Satsukawa   | Nhật Bản  | 23 tháng 5 năm 2022 | 31 tháng 1 năm 2023  |
| Kazuyuki Toda        | Nhật Bản  | 1 tháng 2 năm 2023  | 19 tháng 6 năm 2024  |
| Yuki Richard Stalph  | Nhật Bản  | 26 tháng 6 năm 2024 | Hiện tại             |